# مسجد بنی‌هاشم
مسجد بنی هاشم مربوط به دوره صفوی - دوره زند است و در تبریز، ضلع جنوبی خیابان سربازشهید واقع شده و این اثر در تاریخ ۱ آذر ۱۳۷۸ با شمارهٔ ثبت ۲۵۲۱ به‌عنوان یکی از آثار ملی ایران به ثبت رسیده است.